# Juvelskrinets Hemmelighed
Juvelskrinets Hemmelighed er en amerikansk stumfilm fra 1917 af Paul Powell.

## Medvirkende
- Constance Talmadge som Betsy Harlow.
- Kenneth Harlan som Harry Brent.
- Monte Blue som Victor Gilpin.
- Joseph Singleton som Jasper Dunn.
- Josephine Crowell som Mrs. Dunn.